# Liste von textilen Maßeinheiten
Die folgenden Maßeinheiten werden oder wurden für textile Rohstoffe und Halbzeuge eingesetzt. Die meisten dienten als Handelsmaße für den Ankauf zur weiteren Verarbeitung in der Textilindustrie oder zum An- und Verkauf im Großhandel. Manche dienen der Werkstoffprüfung oder der Berechnung in der Textiltechnik.

## Maßeinheiten
| Bezeichnung                                                                           | Kontinent                  | Region                                                  | Messgröße                            | Textilmaterial                                   | Aktualität             |
| ------------------------------------------------------------------------------------- | -------------------------- | ------------------------------------------------------- | ------------------------------------ | ------------------------------------------------ | ---------------------- |
| Ballen                                                                                | Europa                     |                                                         | Länge (Stückmaß), Gewicht (Stückmaß) | Gewebe (Leinen, Tuch/Wolle, Seide)               |                        |
| Barchand, Barchant, Barchent, Barchet als Untereinheit siehe Vartel                   |                            |                                                         |                                      |                                                  |                        |
| Bind                                                                                  | Europa                     | Norddeutschland                                         | Länge (Stückmaß)                     | Garn im Strang                                   | historisches Haspelmaß |
| Botte                                                                                 | Europa                     | Frankreich                                              | Gewicht (Stückmaß)                   | Gewebe (Seide), Garn und Fasern (Hanf)           | historisch             |
| Braccio                                                                               | Europa                     | Italien                                                 | Länge                                | Gewebe (Leinen, Tuch/Wolle Seide, Baumwolle)     | historisch (Elle)      |
| Bund                                                                                  | Europa                     | Norddeutschland                                         | Länge (Stückmaß)                     | Garn im Strang                                   | historisches Haspelmaß |
| Bündel, bundle (englisch) als Obereinheit siehe Hank, Wiedel                          |                            |                                                         |                                      |                                                  |                        |
| Buschen                                                                               | Europa                     | Bayern                                                  | Länge (Stückmaß)                     | Garn im Strang                                   | historisches Haspelmaß |
| Cal als Untereinheit siehe Cortsch                                                    |                            |                                                         |                                      |                                                  |                        |
| Cantaro                                                                               | Afrika                     | Algier                                                  | Gewicht                              | Fasern (Flachs, Wolle, Baumwolle)                | historisch             |
| Clove, auch Nail                                                                      | Europa                     | Vereinigtes Königreich Großbritannien und Irland        | Gewicht                              | Fasern (Wolle)                                   | historisch             |
| Conjon                                                                                | Asien                      | Ostindien (Puducherry)                                  | Feinheit                             | Garn (Flachsfaser)                               | historisch             |
| Cortsch, auch Corge, Carge, Conge, Coden, Coodee                                      | Asien                      | Bombay, Sumatra, Ostindische Inseln, Kalkutta           | Stückmaß                             | Gewebe (Baumwolle, Seide)                        | historisch             |
| Cut als Untereinheit siehe Hank                                                       |                            |                                                         |                                      |                                                  |                        |
| Dartu                                                                                 | Asien                      | Tiflis (Georgien)                                       | Gewicht                              | Seide                                            | historisch             |
| Denier                                                                                | weltweit                   |                                                         | Feinheit (Gewichtsnummerierung)      | Garn (Kunstfaser)                                |                        |
| Draden                                                                                | Europa                     | Danzig                                                  | Länge                                | Garn im Strang                                   | historisches Haspelmaß |
| Écheveau                                                                              | Europa                     | Frankreich                                              | Länge (Stückmaß)                     | Garn im Strang                                   | historisches Haspelmaß |
| Échevette als Unterheit siehe Écheveau                                                |                            |                                                         |                                      |                                                  |                        |
| Elle                                                                                  | Europa                     |                                                         | Länge                                | Gewebe                                           | historisch (Elle)      |
| Endasch, auch Endesé, Endesch, Endaze, Endaseh oder Hendazé                           | Asien, Europa              | Türkei, Tunis, Griechenland, Walachei                   | Länge                                | Gewebe (Leinen, Baumwolle, Seide)                | historisch (Elle)      |
| Enden                                                                                 | Europa                     | Breslau                                                 | Länge                                | Garn im Strang                                   | historisches Haspelmaß |
| Englische Nummer siehe NeB, NeK, NeL, NeW                                             |                            |                                                         |                                      |                                                  |                        |
| Faden                                                                                 | Europa                     |                                                         | Länge                                | Garn                                             | historisches Haspelmaß |
| Fardel siehe Vartel                                                                   |                            |                                                         |                                      |                                                  |                        |
| Fass                                                                                  | Europa                     | Oberdeutschland, Ulm                                    | Länge (Stückmaß)                     | Gewebe (Golsch)                                  | historisch             |
| Französische Nummer siehe Nf                                                          |                            |                                                         |                                      |                                                  |                        |
| Fitze                                                                                 | Europa                     | Mark Brandenburg, Pommern, Stettin, Berlin und Preußen  | Länge (Stückmaß)                     | Garn im Strang                                   | historisches Haspelmaß |
| Gang                                                                                  | Europa                     | Österreich, Böhmen                                      | Feinheit                             | Garn im Gewebe                                   | historisch             |
| Gantan, auch Ganton oder Gantang                                                      | Asien                      | Maguindanao (Philippinen)                               | Länge (Stückmaß)                     | Gewebe (Leinen)                                  | historisch             |
| Gebind(e) als Untereinheit siehe Écheveau, Geschleif, Matto, Lopp, Roof, Toll, Zaspel |                            |                                                         |                                      |                                                  |                        |
| Geblätz                                                                               | Europa                     | Hessen                                                  |                                      |                                                  |                        |
| Geschleif                                                                             | Europa                     | Schwarzburg-Sondershausen                               | Länge (Stückmaß)                     | Garn im Strang (Flachs, Hanf)                    | historisches Haspelmaß |
| Glied                                                                                 | Europa                     | Fulda (Hessen)                                          | Gewicht                              | Fasern (Wolle)                                   | historisch             |
| Glied siehe auch Kleuder                                                              |                            |                                                         |                                      |                                                  |                        |
| Globen, auch Kloben                                                                   | Europa                     | kurhessisches Großherzogtum Fulda                       | Gewicht (Stückmaß)                   | Fasern (Flachs)                                  | historisch             |
| Golsch                                                                                | Europa                     | Oberdeutschland, Ulm                                    | Länge (Stückmaß)                     | Gewebe (Barchent)                                | historisch             |
| Göndfas oder Gunda: Untereinheit von Cortsch                                          |                            |                                                         |                                      |                                                  |                        |
| Griff                                                                                 | Europa                     | Oberösterreich, Böhmen, Schlesien                       | Feinheit                             | Garn (Baumwollfaser)                             | historisch             |
| Gros                                                                                  | Europa                     | Frankreich, Schweiz                                     | Gewicht                              | Seide                                            | historisch             |
| Halibiu, auch Halibin oder Khalibi                                                    | Asien, Europa              | Türkei und Walachei                                     | Länge                                | Gewebe (Tuch/Wolle)                              | historisch (Elle)      |
| Hank                                                                                  | Europa                     | England, Schottland, Irland                             | Länge (Stückmaß)                     | Garn im Strang                                   | historisches Haspelmaß |
| Harsela                                                                               | Asien, Europa              | Ägypten, Kleinasien, Türkei, Griechenland               | Gewicht                              | Seide                                            | historisch             |
| Haspelknipp                                                                           | Europa                     | Ostfriesland                                            | Länge (Stückmaß)                     | Garn im Strang                                   | historisches Haspelmaß |
| Heer als Untereinheit siehe Hank                                                      |                            |                                                         |                                      |                                                  |                        |
| Hendazé siehe Endesé                                                                  |                            |                                                         |                                      |                                                  |                        |
| Jacktan, auch Jactam oder Schack-tang                                                 | Afrika                     | Guinea, Ceuta, Melilla, Alhucemas-Inseln, Insel Annabon | Länge                                | Gewebe (Leinen)                                  | historisch (Elle)      |
| Kaute, Kante als Unterheit siehe Globen                                               |                            |                                                         |                                      |                                                  |                        |
| Khalibi siehe Halibiu                                                                 |                            |                                                         |                                      |                                                  |                        |
| Kortsch, Korjee, Kudi siehe Cortsch                                                   |                            |                                                         |                                      |                                                  |                        |
| Karte                                                                                 | Europa                     |                                                         | Gewicht (Stückmaß)                   | Seide                                            | historisch             |
| Kasab, Kassabe siehe Pik                                                              |                            |                                                         |                                      |                                                  |                        |
| Kauflopp siehe Lopp                                                                   |                            |                                                         |                                      |                                                  |                        |
| Klapp                                                                                 | Europa                     | Österreich, Böhmen                                      | Länge (Stückmaß)                     | Garn (Streichgarn) im Strang                     | historisches Haspelmaß |
| Kleuder, auch Kleud, Kleuth                                                           | Europa                     | Kurfürstentum Hessen                                    | Gewicht                              | Fasern (Wolle)                                   | historisch             |
| Knupp, auch Knup als Untereinheit siehe Matto                                         |                            |                                                         |                                      |                                                  |                        |
| Königsgewicht                                                                         | Europa                     | England                                                 | Gewicht                              | Seide                                            | historisch             |
| Kot                                                                                   | Europa                     | Moldau                                                  | Länge (Stückmaß)                     | Gewebe (Leinen, Seide)                           | historisch (Elle)      |
| Langenthaler Elle                                                                     | Europa                     | Schweiz (Bern)                                          | Länge                                | Gewebe (Leinen)                                  | historisch (Elle)      |
| Last siehe Load                                                                       |                            |                                                         |                                      |                                                  |                        |
| Lea                                                                                   | Europa                     | England, Schottland, Irland                             | Länge (Stückmaß)                     | Garn im Strang                                   | historisches Haspelmaß |
| Legge-Elle                                                                            | Europa                     | Königreich/Provinz Hannover                             | Länge                                | Gewebe (Leinen)                                  | historisch (Elle)      |
| Lespe siehe Hank                                                                      |                            |                                                         |                                      |                                                  |                        |
| Load, auch Last                                                                       | Europa                     | Vereinigtes Königreich Großbritannien und Irland        | Gewicht                              | Fasern (Wolle)                                   | historisch             |
| Lopp, auch Lop, Loft                                                                  | Europa                     | Herzogtum Braunschweig, Königreich Hannover             | Länge (Stückmaß)                     | Garn im Strang                                   | historisches Haspelmaß |
| Macque                                                                                | Europa                     | Sedan, Elbeuf                                           | Länge (Stückmaß)                     | Garn (Wolle) im Strang                           | historisches Haspelmaß |
| Mandel                                                                                | Europa                     | Böhmen, Mähren, Schlesien                               | Länge (Stückmaß)                     | Garn im Strang                                   | historisches Haspelmaß |
| Martindale                                                                            | weltweit                   |                                                         | Scheuerbeständigkeit                 | Gewebe                                           |                        |
| Matto, auch Matzen                                                                    | Europa                     | Italien                                                 | Länge (Stückmaß)                     | Garn (Seide) im Strang                           | historisches Haspelmaß |
| Mesh, auch Maschenweite                                                               | Anglo-Amerikanische Länder |                                                         | Fadendichte oder Lochgrößen          | Gewebe und Netze                                 |                        |
| Metrische Nummer siehe Nm                                                             |                            |                                                         |                                      |                                                  |                        |
| Micronaire                                                                            | weltweit                   |                                                         | Faserfeinheit                        | Fasern (Baumwolle)                               |                        |
| Molt                                                                                  | Europa                     | Osnabrück und Ostwestfalen                              | Länge (Stückmaß)                     | Garn im Strang                                   | historisches Haspelmaß |
| Momme, auch Monme oder Me                                                             | Asien und weltweit         | Japan                                                   | Gewicht                              | Gewebe (Textil) (Seide)                          | historisch             |
| MVTR (Moisture Vapor Transmission Rate)                                               | weltweit                   |                                                         | Atmungsaktivität                     | Gewebe                                           |                        |
| Nail siehe Clove                                                                      |                            |                                                         |                                      |                                                  |                        |
| Newton                                                                                | weltweit                   |                                                         | Festigkeit                           | Fasern und Garn                                  |                        |
| NeB (Nummerierung englisch f. Baumwolle)                                              | weltweit                   |                                                         | Feinheit (Längennummerierung)        | Garn (Baumwolle)                                 |                        |
| Nef (Nummerierung französisch)                                                        | Europa                     | Frankreich                                              | Feinheit (Längennummerierung)        | Garn (Baumwolle)                                 | historisch             |
| NeK (Nummerierung englisch f. Kammgarn)                                               | weltweit                   |                                                         | Feinheit (Längennummerierung)        | Garn (Kammgarn)                                  | historisch             |
| NeL (Nummerierung englisch f. Leinen)                                                 | weltweit                   |                                                         | Feinheit (Längennummerierung)        | Garn (Leinen)                                    |                        |
| Nm (Nummerierung metrisch)                                                            | weltweit                   |                                                         | Feinheit (Längennummerierung)        | Garn                                             |                        |
| NeW (Nummerierung englisch f. Streichgarn)                                            | weltweit                   |                                                         | Feinheit (Längennummerierung)        | Garn (Streichgarn)                               | historisch             |
| Pack                                                                                  | Europa                     | England                                                 | Gewicht, Länge (Stück)               | Faser (Wolle), Garn                              | historisch             |
| Pack                                                                                  | Europa                     | Deutschland                                             | Länge                                | Gewebe (Tuch)                                    | historisch (Elle)      |
| Paquet als Obereinheit siehe Écheveau                                                 |                            |                                                         |                                      |                                                  |                        |
| Pik, auch Pic, Pick                                                                   | Asien, Afrika              | Türkei, Arabische Halbinsel, Ägypten, Guinea            | Länge                                | Gewebe (Leinen, Wolle, Seide), Bänder und Borten | historisch (Elle)      |
| Probe                                                                                 | Europa                     | Italien                                                 | Länge, Feinheit                      | Seide                                            | historisch (Elle)      |
| Quart                                                                                 | Europa                     | Frankreich                                              | Länge (Stückmaß)                     | Garn im Strang                                   | historisches Haspelmaß |
| Rand                                                                                  | Europa                     | Großbritannien                                          | Länge (Stückmaß)                     | Garn im Strang                                   | historisches Haspelmaß |
| Recke                                                                                 | Europa                     | Stettin und Mark Brandenburg                            | Länge                                | Gewebe (Leinen)                                  | historisch             |
| Refe                                                                                  | Afrika                     | Madagaskar                                              | Länge                                | Gewebe (Leinen)                                  | historisch (Elle)      |
| Remel/Rähmel                                                                          | Europa                     | Nordwestdeutschland                                     | Gewicht (Stückmaß)                   | Fasern (Flachs)                                  | historisch             |
| Riste, Risse, Reiste als Unterheit siehe Globen                                       |                            |                                                         |                                      |                                                  |                        |
| Roof                                                                                  | Europa                     | Emden                                                   | Länge (Stückmaß)                     | Garn im Strang                                   | historisches Haspelmaß |
| Sack                                                                                  | Europa                     | London, Niederlande                                     |                                      | Fasern (Wolle)                                   | historisch             |
| Saum                                                                                  | Europa                     |                                                         | Länge (Stückmaß)                     | Gewebe                                           | historisch             |
| Schneller                                                                             | Europa                     |                                                         | Länge (Stückmaß)                     | Garn im Strang                                   | historisches Haspelmaß |
| Schock                                                                                | Europa                     | Ermland, Preußisch-Schlesien, Breslau, Polen            | Länge (Stückmaß)                     | Garn im Strang                                   | historisches Haspelmaß |
| Schock als Obereinheit siehe Wiedel                                                   |                            |                                                         |                                      |                                                  |                        |
| Son siehe Macque                                                                      |                            |                                                         |                                      |                                                  |                        |
| Spindle als Obereinheit siehe Hank                                                    |                            |                                                         |                                      |                                                  |                        |
| Spuhl                                                                                 | Europa                     | Königsberg (Preußen)                                    | Länge (Stückmaß)                     | Garn im Strang                                   | historisches Haspelmaß |
| Stein siehe Kleuder und Glied                                                         |                            |                                                         |                                      |                                                  |                        |
| Stone siehe Load                                                                      |                            |                                                         |                                      |                                                  |                        |
| Strähn(e), Strehn(e) siehe Schneller                                                  |                            |                                                         |                                      |                                                  |                        |
| Ströhm                                                                                |                            |                                                         |                                      |                                                  |                        |
| Stück                                                                                 | Europa                     |                                                         | Länge (Stückmaß)                     | Garn im Strang                                   | historisches Haspelmaß |
| Stück als Obereinheit siehe Ballen                                                    |                            |                                                         |                                      |                                                  |                        |
| Teffé                                                                                 | Asien                      | Türkei                                                  | Gewicht                              | Seide                                            | historisch             |
| Tex                                                                                   | weltweit                   |                                                         | Feinheit (Gewichtsnummerierung)      | Garn (Baumwolle)                                 |                        |
| Tod siehe Load                                                                        |                            |                                                         |                                      |                                                  |                        |
| Toll                                                                                  | Europa                     | Königsberg (Preußen)                                    | Länge (Stückmaß)                     | Garn im Strang                                   | historisches Haspelmaß |
| Vara                                                                                  | Europa                     | Spanien                                                 | Länge                                | Gewebe (Wolle, Seide u. a.)                      | historisch (Elle)      |
| Vartel                                                                                | Europa                     | Nürnberg, Wien                                          | Länge (Stückmaß)                     | Gewebe                                           | historisch             |
| Viertel                                                                               | Europa                     | Österreich, Böhmen                                      | Länge (Stückmaß)                     | Garn (Streichgarn) im Strang                     | historisches Haspelmaß |
| Viertel siehe auch Quart                                                              |                            |                                                         |                                      |                                                  |                        |
| Webe                                                                                  | Europa                     |                                                         | Stückmaß                             | Gewebe (Tuch und Leinen)                         | historisch             |
| Weiffaden siehe Faden                                                                 |                            |                                                         |                                      |                                                  |                        |
| Werklopp siehe Lopp                                                                   |                            |                                                         |                                      |                                                  |                        |
| Wey siehe Load                                                                        |                            |                                                         |                                      |                                                  |                        |
| Wiedel, auch Wiel oder Windel                                                         | Europa                     | Österreich-Ungarn                                       | Länge (Stückmaß)                     | Garn im Strang                                   | historisches Haspelmaß |
| Zahl siehe Zaspel                                                                     |                            |                                                         |                                      |                                                  |                        |
| Zaspel                                                                                | Europa                     | Böhmen, Mähren, Sachsen, Schlesien                      | Länge (Stückmaß)                     | Garn im Strang                                   | historisches Haspelmaß |
| Zurlo                                                                                 | Asien                      | Syrien (Aleppo, Damaskus)                               | Gewicht                              | Seide, Baumwolle                                 | historisch             |

## Maßketten Haspelmaße
|            | →             | Fadenzahl | →                                   | Fadenzahl | →                        | Fadenzahl | →       | Fadenzahl | →              | Fadenzahl   | →              | Fadenzahl    |
| ---------- | ------------- | --------- | ----------------------------------- | --------- | ------------------------ | --------- | ------- | --------- | -------------- | ----------- | -------------- | ------------ |
| Draden     | Gebinde       | 40        |                                     |           |                          |           | Stück   | 2400      |                |             | Schock         | 9600         |
| Faden      | Bind          | 60–120    |                                     |           |                          |           | Stück   | 900–3000  |                |             |                |              |
| Fil        | Échevette     | 100–120   |                                     |           | Écheveau (Maschinengarn) | 1200      |         |           |                |             | Paquet         | 120000       |
| Fil        | Portée        |           | Quartier/Quart                      |           |                          |           |         |           |                |             |                |              |
| Faden      | Fitze         | 30–40     |                                     |           |                          |           | Stück   | 600–800   |                |             |                |              |
| Faden      | Gebinde       | 60        |                                     |           | Geschleif                | 1200      |         |           |                |             |                |              |
| Thread     | Lea           | 100–120   |                                     |           | Hank (Maschinengarn)     | 1000–1200 |         |           | Bundle/Bole    | 20000–24000 | Pack           | 60000–144000 |
| Thread     | Lea/Cut       | 120       | Heer und Slip                       | 240–720   | Hank (Leinengarn)        | 1440      | Hesp    | 2880      | Spindle        | 5760        |                |              |
| Thread     | Lea/Cut/Skein | 80        |                                     |           | Hank (Baumwollgarn)      | 560       |         |           | Spindle        | 10080       |                |              |
| Thread/Tum | Lea/Skein     | 80        |                                     |           | Hank (Kammgarn)          | 560       |         |           |                |             | Dozen und Groß | 6720–80640   |
| Thread     | Lea           | 120       |                                     |           | Rand                     | 720       |         |           | Spindle scotch | 4560        | Dozen          | 8640         |
| Fil        | Macque/Son    | 44–45     | Quart                               | 900       | Écheveau                 | 968–3600  |         |           |                |             |                |              |
| Faden      |               |           |                                     |           | Strähn                   |           | Knuppen |           |                |             | Matto          |              |
| Faden      | Klapp         | 44        | Viertel                             | 220–264   | Strähn                   | 880–1053  |         |           |                |             |                |              |
| Faden      | Gebinde       | 90–100    |                                     |           | Lopp                     | 900–1000  |         |           | Bund           | 20000       |                |              |
| Faden      | Gebinde/Bind  | 50–60     |                                     |           |                          |           | Stück   | 1000–1440 | Molt/Bund      | 12000–28800 |                |              |
| Faden      | Haspelknipp   | 60        |                                     |           | Roof                     | 300       | Stück   | 1200      |                |             |                |              |
| Faden      | Gebinde       | 40        |                                     |           | Toll                     | 400       | Stück   | 800       | Spuhl          | 1600        |                |              |
| Faden      | Gebinde       | 60        |                                     |           | Schneller                | 720       |         |           | Buschen        | 21600       |                |              |
| Faden      | Wiedel        | 60–240    |                                     |           | Schnalz                  | 1200–2400 | Stück   | 4800      | Bündel         | 24000       | Schock         | 288000       |
| Faden      | Gebinde       | 20        | Zaspel (Sachsen, Böhmen, Schlesien) | 400       | Strähn                   | 800–1200  | Stück   | 4800      | Mandel (Garn)  | 72000       | Schock         | 288000       |
| Faden      | Gebinde       | 26–100    |                                     |           | Zaspel (Hessen, Fulda)   | 500–1200  |         |           |                |             |                |              |